# Aeropuerto de Paramillo
El Aeródromo de Paramillo (Código IATA: SCI) está situado al norte de la ciudad de San Cristóbal en el estado Táchira, Venezuela. Es uno de los 5 aeropuertos presentes en la región fronteriza Cúcuta - San Cristóbal, siendo los otros SVSA, SVSO, SVLF y SKCC
Es un aeropuerto de pequeña capacidad y utilización tanto militar como civil. Actualmente sólo sirve vuelos privados, chárter y militares en aeronaves pequeñas y helicópteros, ya que la longitud de la pista limita el tipo de aeronave que puede despegar. Se planea instalar en un mediano plazo una línea aérea tachirense que tendría su asiento en el aeropuerto de Paramillo y desde donde inicialmente partieran vuelos hacia Maracaibo, Mérida, Falcón, Barquisimeto y en un lapso un poco más largo hasta la ciudad de Caracas.
El aeropuerto posee un pequeño terminal, hangares y un club social privado, además dentro de sus instalaciones hay un centro de operaciones militares. 
La pista está completamente asfaltada y tiene 40 metros de ancho.
La Frecuencia radial de la torre de control es: 122.600 MHz.
En el Aeródromo se encuentra una Baliza no direccional (NDB) inactiva, así como tomas de AVGAS y JET-A1 igualmente inactivas.
No existen vuelos comerciales regulares en este aeropuerto.
- Datos: Q5685452